# Canal Puyuhuapi
Canal Puyuhuapi (o Puyuguapi) también llamado Canal Cay, es un brazo de mar ubicado al suroriente del Océano Pacífico, en la Región de Aysén, Chile. El canal separa la Isla Magdalena de la costa continental de América del Sur, siguiendo una orientación NNE desde su boca austral, que conecta con el Canal Moraleda (44°25′55″S 73°18′49″O / -44.43194, -73.31361), hasta su reunión con el Canal Jacaff (44°31′30″S 72°40′00″O / -44.52500, -72.66667). A partir de ahí pasa a convertirse en el Fiordo Puyuhuapi, también llamado Seno Ventisquero, en cuyo extremo N (cruzando el Paso Galvarino) se encuentra el pueblo de Puerto Puyuhuapi.
En la ribera continental del canal, y a mitad de su curso, se encuentra Puerto Cisnes, junto a la desembocadura del río del mismo nombre, comuna de la que depende administrativamente toda la zona. 
En sus riberas desembocan, por el lado este, los ríos Queulat, Ventisquero, el ya mencionado río Cisnes y más al sur, el río Uspallante.
El canal está rodeado de cumbres montañosas cubiertas de bosques. Sus aguas son usadas para la salmonicultura. Del canal se desprende hacia el norte el Seno Magdalena, que se interna en la isla homónima.